# ボブ・シーグレン
ボブ・シーグレン（Bob Seagren, 1946年10月17日 - ）はアメリカ合衆国の男子陸上競技棒高跳選手。

## 主な成績
- 1968年メキシコシティーオリンピック金メダル（5m40cm・世界新記録）
- 1972年ミュンヘンオリンピック銀メダル

## プロフィール
- 1960年代後半〜1970年代前半に活躍したアメリカの棒高跳びの第一人者であった。
- オリンピック連覇を目指した1972年ミュンヘンオリンピックではヴォルフガング・ノルトウイック（東ドイツ）に敗れアメリカの第1回大会からの連勝記録がストップした。